# Kübra Korkut
Kübra Oçsoy Korkut, née le 20 janvier 1994 à Sorgun, est une pongiste handisport turque concourant en classe 7. Elle est double vice-championne paralympique (2012, 2016) et possède également une médaille de bronze (2020) en individuel.

## Biographie
À l'âge de quatre ans, victime d'un accident électrique, elle perd un de ses bras et ses deux jambes.

## Carrière
Pour ses premiers Jeux en 2012, elle remporte le bronze par équipes avec ses compatriotes Umran Ertis et Neslihan Kavas. Aux Jeux de 2016, Korkut perd la finale face à la Néerlandaise Kelly van Zon.Lors des Jeux paralympiques d'été de 2020, elle perd de nouveau face à la Néerlandaise van Zon, cette fois en demi-finale, ce qui lui perd d'obtenir la médaille de bronze.

## Palmarès

### Jeux paralympiques
- médaille d'argent par équipes classe 6-7 aux Jeux paralympiques d'été de 2012 à Londres
- médaille d'argent en individuel classe 7 aux Jeux paralympiques d'été de 2016 à Rio de Janeiro
- médaille de bronze en individuel classe 7 aux Jeux paralympiques d'été de 2020 à Tokyo